# Sint-Rochuskapel (Venray)

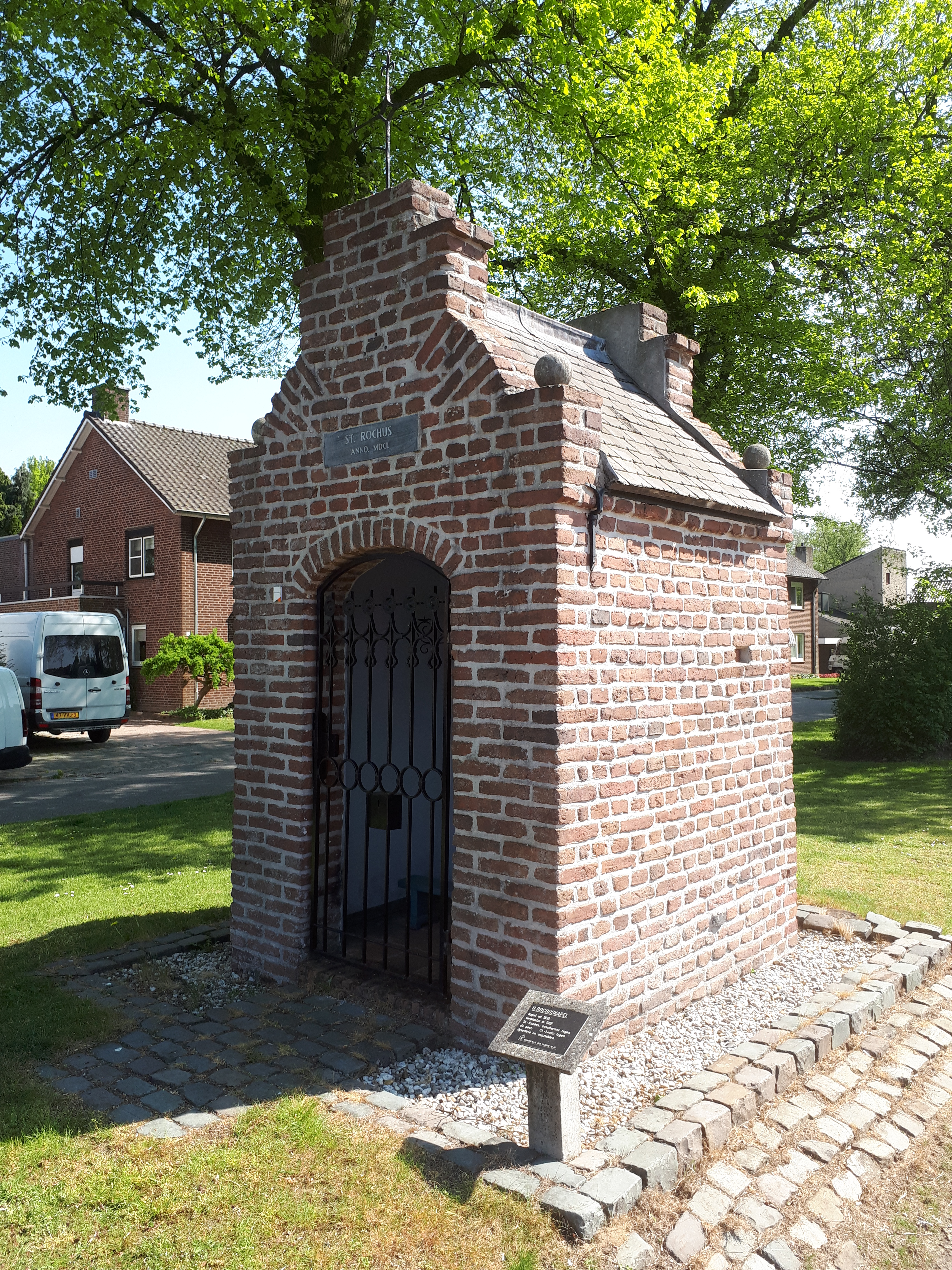
Sint-Rochuskape

De Sint-Rochuskapel is een kapel in de wijk Veltum van Venray in de Nederlands Noord-Limburgse gemeente Venray. De kapel staat aan de Langstraat op de noordelijke plaats waar de Hoebertweg hierop uitkomt. Op ongeveer 160 meter naar het zuiden staat de grotere Sint-Hubertus en Antonius Abtkapel.
De kapel is gewijd aan de heilige Rochus van Montpellier. Naast Sint-Rochus wordt in de kapel ook Sint-Lucia vereerd.

## Geschiedenis
In 1650 werd de kapel gebouwd.
In 1949 werd de kapel gerestaureerd.
In 1967 werd de kapel verplaatst.
Op 21 januari 1970 werd de kapel ingeschreven in het rijksmonumentenregister.
In de jaren 1980 werd de kapel grondig opgeknapt.

## Bouwwerk
De bakstenen kapel met metselwerk in staand verband is opgetrokken met een vierkant plattegrond en heeft een recht gesloten koor. De frontgevel en achtergevel zijn een kleine kloktrapgevel met gezwenkte façade en met schouderstukken met op de uiteinden een stenen bol aangebracht. Tussen de beide gevels bevindt zich een verzonken zadeldak dat gedekt wordt met leien. Op de top van de frontgevel is een smeedijzeren kruis aangebracht en boven de ingang is een hardsteen ingemetseld waarin de naam van de kapel gegraveerd staat. De ingang heeft een segmentboog en wordt afgesloten door een stalen hek van siersmeedwerk.

ST. ROCHUS
 ANNO. MDCL
— Tekst in hardsteen boven de ingang

Van binnen is de kapel wit gestuukt en er zijn rode plavuizen gelegd als vloerbekleding. In de achterwand van de kapel bevindt zich een vierkante nis die afgesloten wordt met glas en traliewerk. In dit traliewerk is de tekst St. RochuS aangebracht. In de nis staat er een beeldje van Sint-Rochus en een beeldje van Sint-Lucia. Het beeldje van Sint-Lucia stond rond 1800 in een eigen muurkapel, totdat deze werd afgebroken, en vond na omzwervingen een plek in de Sint-Rochuskapel.